# Херви, Фредерик, 4-й граф Бристоль

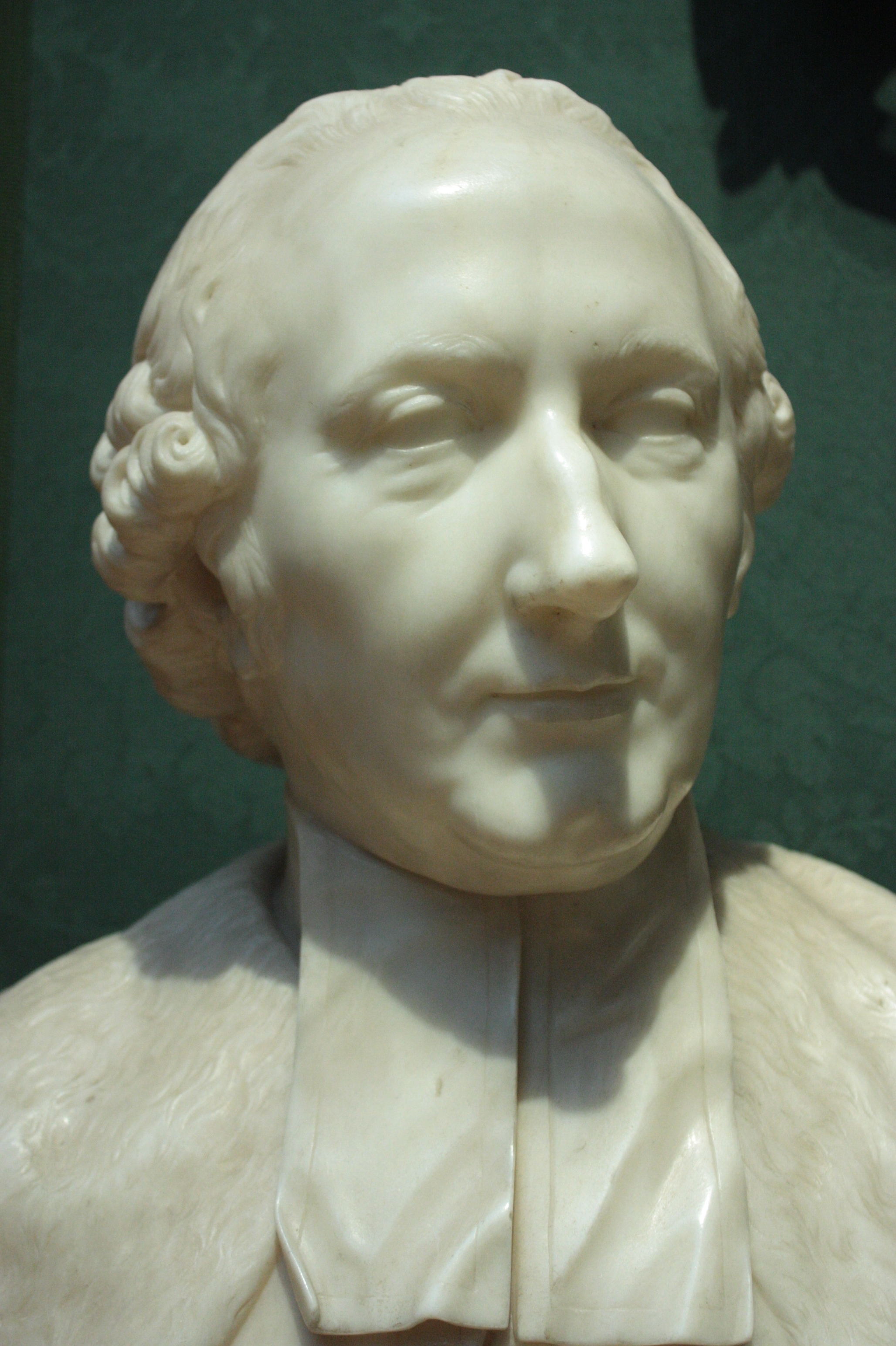
К. Хьюитсон. Епископ Херви. 1778. Мрамор. Национальная портретная галерея (Лондон)

Фредерик Огастас Херви, 4-й граф Бристоль (англ. Frederick Augustus Hervey, 4th Earl of Bristol; 1 августа 1730 — 8 июля 1803) — британский прелат и дворянин.
Избранный епископом Клойна в 1767 году и переведённый на должность епископа Дерри в 1768 году, Фредерик Херви служил лордом-епископом Дерри до своей смерти в 1803 году.
Он запомнился тем, что проектировал особняки в Даунхилле и Баллискуллионе, и был известен как Назидательный епископ или Граф-епископ.

## Ранняя жизнь
Фредерик Херви родился 1 августа 1730 года в Саффолке. Третий сын Джона Херви, 2-го барона Херви (1696—1743), и Мэри Лепелл (1700—1768). Внук Джона Херви, 1-го графа Бристоля (1665—1751). Фредерик Херви учился в Вестминстерской школе, прежде чем поступить в колледж Корпус-Кристи в Кембридже, где читал юриспруденцию. Он получил степень магистра в 1754 году, а позже был удостоен степени доктора философии (Cantab) в 1770 году.

## Титулы
Удостоенный почётного звания «Достопочтенный» после смерти его отца в 1743 году. Два старших брата Фредерика, Джордж Херви, 2-й граф Бристоль, и Огастес Херви, 3-й граф Бристоль, умерли, не оставив наследника. Таким образом, он унаследовал титулы своего непосредственного старшего брата, адмирала Августа Херви, 3-го графа Бристоля, в декабре 1779 года, став 4-м графом Бристолем и 5-м бароном Херви из Икворта. Он также унаследовал обширные родовые поместья семьи Херви, расположенные в Икворте, графство Саффолк.
Лорд Бристоль задумал перепланировку поместья Икворт в соответствии со стандартами, соответствующими богатству его семьи, с дополнительной практической целью размещения его обширной коллекции произведений искусства. Работы начались в 1794 году, но проект был настолько амбициозным, что ко времени его смерти в 1803 году была построена только Ротонда. Однако его сын Фредерик (позже 1-й маркиз Бристольский) взял на себя руководство и завершил видение своего отца для Икворт-хауса, в конечном итоге завершив крыло и его сады в 1830 году.
В 1799 году Комитет по привилегиям Палаты лордов передал титул барона Говарда де Уолдена Фредерику Херви, 4-му графу Бристолю. Таким образом, он стал 5-м бароном Говардом де Уолденом, титул которого перешёл к нему через его бабушку (Элизабет, графиня Бристольская, 2-я жена 1-го графа Бристоля), которая была дочерью и наследницей сэра Томаса Фелтона и праправнучкой сэра Томаса Говарда, получившего в 1597 году титул 1-го барона Говарда де Уолдена.
Названный епископом Херви после его посвящения 31 мая 1767 года, в следующем году он был переведён как лорд-епископ Дерри, что стало его официальным церковным стилем до его смерти в 1803 году.

## Церковная карьера
Херви был рукоположён в 1754 году в качестве члена Колледжа Корпус-Кристи, а затем стал клерком Тайной печати в 1756 году и главным клерком в 1761 году до назначения королевским капелланом в 1763 году.
Достопочтенный и преподобный Фредерик Херви, как его называли, затем отправился в продолжительный Гранд-тур, ожидая церковного назначения. Во время своих путешествий по Европе он развил в себе и без того ненасытную страсть к искусству.
Его старший брат Джордж Херви, 2-й граф Бристоль, стал лордом-лейтенантом Ирландии в 1766 году и помог обеспечить его избрание епископом Клойна в 1767 году. Епископ Херви проявил большой энтузиазм по улучшению имущества Клойнского епископства, что открыло путь для его перевода в хорошо обеспеченное епископство Дерри годом позже. Как епископ Дерри, Фредерик Херви быстро приобрёл репутацию «самого мирского, самого эксцентричного, самого обсуждаемого священника в Ирландской церкви».
Фредерик Херви был самым щедрым филантропом Дерри, хотя некоторые священнослужители в его епархии стали считать своего лорда епископа жизнерадостным садистом, например, в тех случаях, когда он инструктировал любых дородных священников, жаждущих повышения по службе, соревноваться в полуночных пробежках по болотам.
Учитывая богатство своей семьи, Фредерик Херви наслаждался личной роскошью и тратил большие суммы на строительство дорог и развитие сельскохозяйственных предприятий в своей епархии, в том числе в городе Дерри.
Лорд Бристоль был особенно увлечён архитектурным дизайном и построил особняки в Даунхилле и Баллискаллионе; затем он с удовольствием наполнил их популярными произведениями искусства из Италии и других стран.

## Политическая деятельность
Фредерик Херви выступал за абсолютное религиозное равенство и выступал против феодальной системы десятины. Снова проведя некоторое время в Италии, он вернулся в Ирландию и в 1782 году горячо включился в Ирландское волонтёрское движение, быстро заняв видное положение среди добровольцев. С большой помпой он прибыл на съезд ирландских националистов, состоявшийся в Дублине в ноябре 1783 года. Воодушевлённый своим статусом и популярностью, епископ Херви проговорился о непристойных разговорах о восстании, которые побудили британское правительство задуматься о его аресте.
После этого лорд Бристоль больше не принимал участия в британской политике, проведя свои последние годы в основном на европейском континенте. В 1798 году он был заключён французами в тюрьму в Милане по подозрению в шпионаже и содержался под стражей в течение восемнадцати месяцев.
После освобождения лорд Бристоль направился в Рим. По дороге в Альбано ему понадобилось ночлег, который был предложен итальянским крестьянином через пристройку; он и его жена были против того, чтобы принимать протестанта в своём доме. Лорд епископ умер там, на открытом воздухе, в Альбано. Тело графа было репатриировано в Англию, а затем похоронено в Икворте.
Избранный членом Королевского общества в 1782 году, в следующем году лорд Бристоль получил гражданство города Дублина, а также Дерри.

## Личность
Были найдены различные оценки его характера. Его считали умным и культурным, но распущенным и эксцентричным. Он был крупным коллекционером произведений искусства и в дальнейшей жизни открыто исповедовал материалистические взгляды. Лорд Бристоль влюбился в Вильгельмину, графиню фон Лихтенау, любовницу прусского короля Фридриха Вильгельма II, и своей осанкой и часто необычным и показным стилем одежды он дал новую точку зрения оригинальному высказыванию Вольтера: «Когда Бог создал человечество, он создал мужчин, женщин и Херви».
Во время своих европейских путешествий, и особенно во время своих частых визитов в Рим, лорд Бристоль, как известно, разгуливал в широкополой белой шляпе, множестве золотых цепей и красных бриджах, что воспринималось как возможная попытка превзойти своих соперников-католиков.
Как епископ, Фредерик Херви был трудолюбив и бдителен (несмотря на его долгое отсутствие в Ирландии), хотя однажды и объявил себя агностиком. Король Великобритании Георг III, ошеломлённый его поведением, начал называть епископа Херви «этим злым прелатом»!
Говорят, что знание лордом Бристолем тонкостей Европы и любовь к путешествиям и проживанию в роскоши вдохновили моду назвать парижский отель Le Bristol. Использование этого имени должно быть синонимом лучшего жилья и жизни на всём континенте; подразумевается, что, если бы лорд Бристоль был в городе, он бы остановился именно там.

## Семья

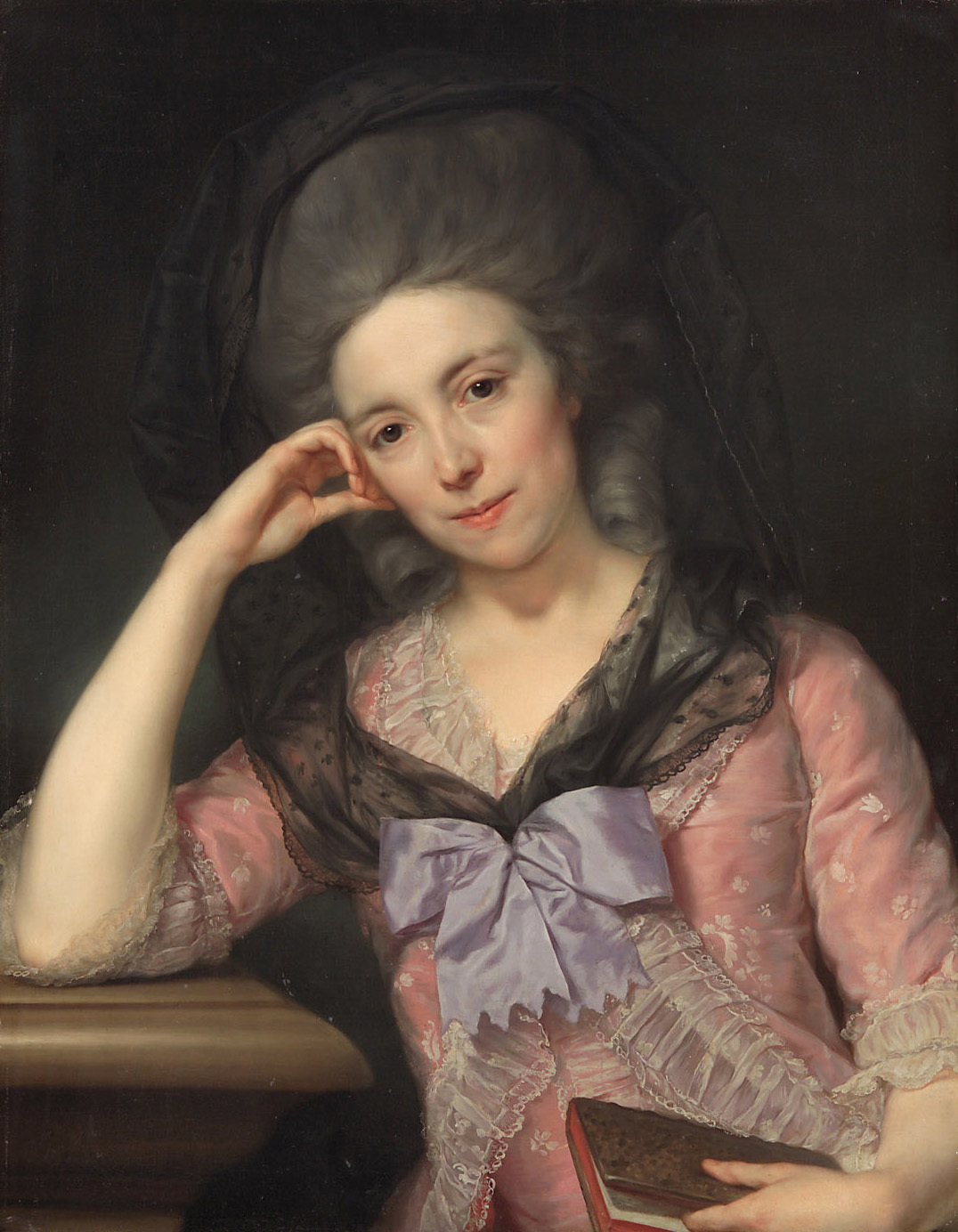
Элизабет, графиня Бристоль,
портрет Антона фон Марона

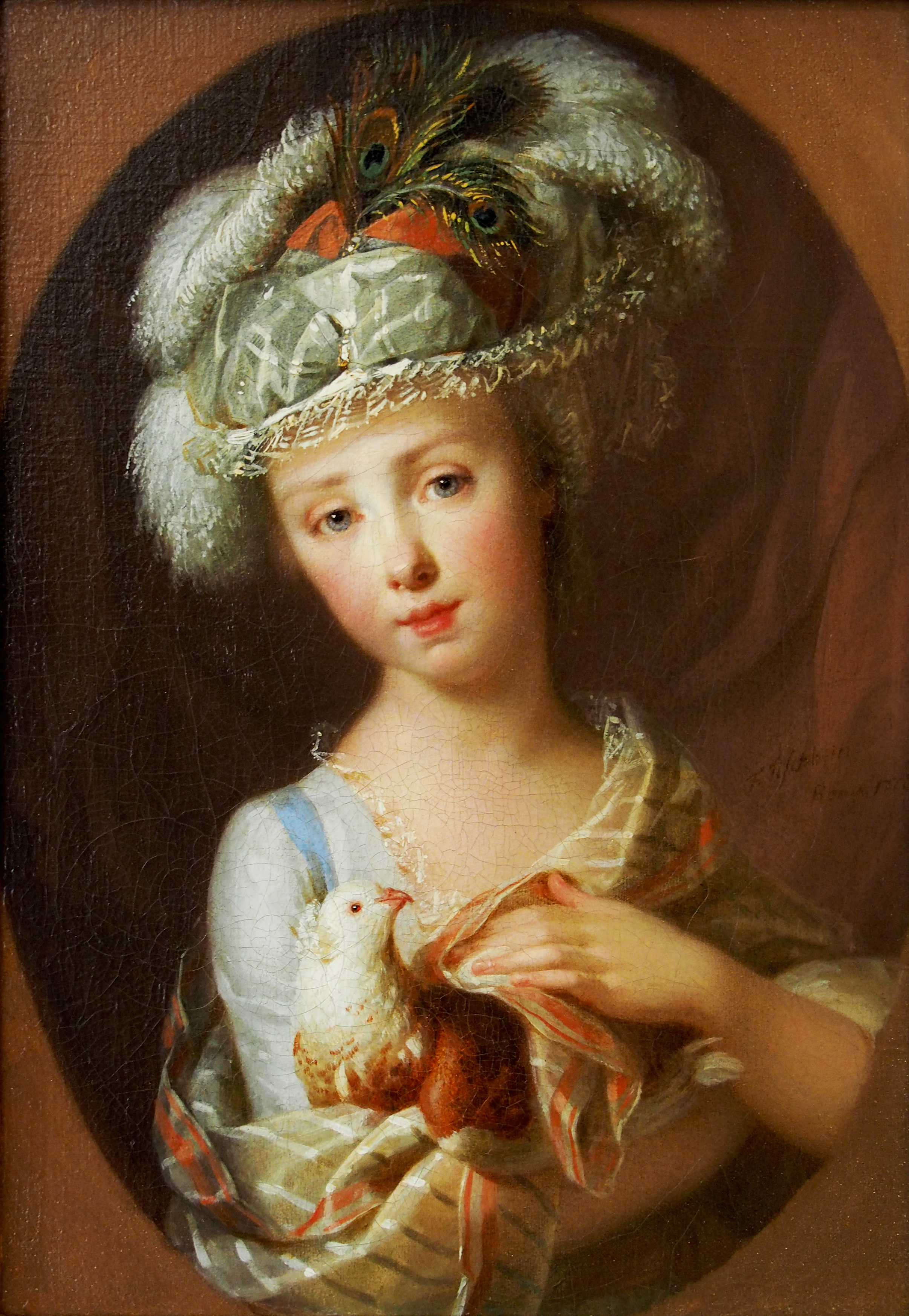
Леди Луиза Херви, 11 лет

10 августа 1752 года достопочтенный Фредерик Херви женился Элизабет Дейверс (1 февраля 1733 — 19 декабря 1800), дочери сэра Джермина Дейверса, 4-го баронета, члена парламента, правнучки Томаса, 2-го барона Джермина, а также сёстры и наследницы сэра Чарльза Дейверса, члена парламента (1737—1807). У супругов было четверо сыновей и три дочери:
- Леди Мэри Кэролайн Херви (1753 — 10 января 1842); в 1776 году вышла замуж за Джона Крайтона, 1-го графа Эрна (1731—1828), пара позже рассталась[9]. У супругов была одна дочь.
- Джордж Херви (25 октября 1755—1765); умер от болезни в возрасте девяти лет в Спа, Бельгия, во время путешествия семьи.
- Капитан Джон «Джек» Огастас Херви, лорд Херви[англ.] (1 января 1757 — 10 января 1796); женился на Элизабет Драммонд (1758—1818) и умер раньше своего отца, оставив одну дочь
- Леди Элизабет Кристиана Херви (13 мая 1758 — 20 марта 1824); давняя любовница, а позже вторая жена Уильяма Кавендиша, 5-го герцога Девонширского.
- Сын (род. и ум. в 1761)
- Леди Луиза Теодосия Херви[англ.] (1767 — 12 июня 1821), муж с 1795 года Роберт Дженкинсон, 2-й граф Ливерпул (1770—1828), премьер-министр Великобритании (1812—1827).
- Фредерик Херви, 1-й маркиз Бристоль (2 октября 1769 — 15 февраля 1859), лорд Херви с 1796 года и 5-й граф Бристоль с 1803 года.

В 1782 году, после 30 лет брака, Фредерик Херви и его жена расстались. Они больше никогда не виделись, хотя Херви регулярно переписывался со своими детьми, в том числе с младшей дочерью Луизой, которая жила со своей матерью.
Когда епископ-лорд Бристоль умер в 1803 году в Лацио, Италия, его сын Фредерик Херви унаследовал титул 5-го графа Бристоля, а также семейные поместья, включая Икворт-хаус. Титул барона Говарда де Уолдена, однако, перешёл к его правнуку Чарльзу Эллису, сыну 1-го барона Сифорда, сына достопочтенной Элизабет Херви (единственный ребёнок Джека Херви, лорда Херви).